# うなぎ (映画)
『うなぎ』は、1997年5月24日に公開された日本の映画作品。制作・配給会社は松竹。

## 概要
吉村昭の小説『闇にひらめく』を原作として今村昌平が監督・脚本を担当。なお、今村の実子である天願大介も脚本に参加した。第50回カンヌ国際映画祭において『桜桃の味』と共に作品賞に相当するパルム・ドールを受賞。奥山和由のプロジェクト「シネマ・ジャパネスク」における唯一の成功作品である。
今村は『楢山節考』に続き2度目のパルム・ドール受賞を果たし、主演の役所も前年の『Shall we ダンス?』『眠る男』に続き、国内の映画賞を多数受賞した。
不倫した妻を殺害して以来人間不信に陥り、ペットである鰻にだけ心を開きながら静かに理髪店を営む中年男性と、自らの境遇を嘆き自殺を図った女性との心の交流を描いた物語。

## キャスト
- 山下拓郎 - 役所広司
- 服部桂子 - 清水美砂
- 高田重吉（隣家の船大工） - 佐藤允
- 高崎保（刑務所仲間） - 柄本明
- 野沢祐司（スポーツカーの男） - 哀川翔
- 斎藤昌樹（UFO青年） - 小林健
- 山下恵美子（山下の妻） - 寺田千穂
- 刑務官 - 平泉成
- 山下の妻の不倫相手 - 中丸新将
- 刑事 - 上田耕一
- 刑事 - 光石研
- 医師 - 深水三章
- 監察官 - 小西博之
- 初老の医師 - 小沢昭一
- 中島次郎（住職） - 常田富士男
- 中島美佐子（住職の妻） - 倍賞美津子
- 堂島英次（桂子の愛人） - 田口トモロヲ
- 服部フミエ（桂子の母） - 市原悦子
- 石堂淑朗、倉崎青児、神威杏次、秋永政之、北村康　ほか

## ストーリー
サラリーマン勤めの男のもとに手紙が届く。それは愛する妻が不倫しているという内容であった。当初は半信半疑であったが、実際に現場を目撃したことで男は怒りを抑えきれず妻を殺してしまう。
8年後、出所すると同時に、昔自分が飼っていたうなぎを職員から手渡される。男はうなぎと共に、ひっそりと理髪店を始める。次第に町の人との交流も増えていった。
ある日、うなぎの餌を探しに川へ行くと、川原の茂みで倒れている女を発見。女は殺した妻に瓜二つで、戸惑いながらも警察に通報する。女は一命を取り留めた。
後日、女が謝礼に訪れ、男の経営する理髪店で働きたいと言い出す。男はしぶしぶ女を受け入れ、町の住民はそれを歓迎した。しかし、女は何か秘密を隠しているらしく…。

## スタッフ
- 監督 - 今村昌平
- 脚本 - 今村昌平、天願大介、冨川元文
- 音楽 - 池辺晋一郎

演奏 - 東京コンサーツ
- 撮影 - 小松原茂
- 照明 - 岩木保夫
- 美術 - 稲垣尚夫
- 装飾 - 相田敏春
- 録音 - 紅谷愃一
- 編集 - 岡安肇
- リーレコ - 神保小四郎
- スクリプター - 中田秀子
- 助監督 - 井上文雄、桑原昌英、小林宏治、久保田傑
- 音響効果 - 斎藤昌利
- 技斗 - 中瀬博文
- 特殊メイク - 松井祐一
- フラメンコ振付 - 岩崎恭子
- フラメンコギター演奏 - 高橋紀博
- スタジオ - にっかつ撮影所
- MA - にっかつスタジオセンター
- 音楽録音 - アバコクリエイティブスタジオ
- 現像 - IMAGICA
- デジタル合成 - NHKエンタープライズ21
- ラインプロデューサー - 松田康史
- プロデューサー - 飯野久
- 製作者 - 奥山和由
- 製作協力 - 今村プロダクション
- 製作 - ケイエスエス、衛星劇場、グルーヴコーポレーション[4]

## 受賞／ノミネート
- 第50回カンヌ国際映画祭 パルム・ドール[1][2][3]
- 1998年 第21回日本アカデミー賞 最優秀監督賞、最優秀主演男優賞（『役所広司』）最優秀助演女優賞（『倍賞美津子』）
  - 優秀賞　助演女優賞（『市原悦子』）
- 第71回キネマ旬報ベスト・テン 日本映画ベスト・ワン
- 第26回キネマ旬報ベスト・テン読者選出ベスト・テン 日本映画第2位[要出典]

## エピソード
- 題字における「うなぎ」の「う」に尾びれがついており、ウナギを模している。
- カンヌ映画祭には監督・俳優らが参加したものの、上映時点では受賞を予想した者は誰もおらず、早々に帰国してしまった。そのため、受賞の可能性が高いと判断された時点で映画祭関係者から今村監督のカンヌへの呼び戻しが図られたという。結局監督のカンヌ入りは果たせず、休暇中の主演俳優・役所が代理で受賞することになった。
- 奥山和由は巨匠・今村昌平に対する尊敬から、記者会見場でのタイトル変更を今村監督の申し出に従い行った。『闇にひらめく』製作発表と銘打った会見において、題名を『うなぎ』へ変更するという、前代未聞の製作発表会見となった。

## 吉村昭『仮釈放』から
原作は、吉村昭の『闇にひらめく』だが、同作家『仮釈放』も多分に参考にしている。
- 主人公の長い刑期で染みついた、刑務所特有の歩き方
- 主人公の釣り好き
- 手紙による妻の不倫の発覚
- 殺害動機、殺害方法
- 出所後、主人公が生き物を飼う（『うなぎ』では、鰻。『仮釈放』では、メダカ。）
- 同じ刑務所の受刑者だった者からの主人公への接触